# 张跃 (材料学家)
张跃（1958年11月—），男，汉族，湖南长沙（一作醴陵）人，中国无机非金属材料专家，中国科学院院士，现任北京科技大学教授、曾任北京科技大学副校长。

## 生平
1982年本科毕业于武汉水利电力大学物理专业。1987年9月至1993年10月就读于北京科技大学，先后获硕士和博士学位。
2019年当选为中国科学院院士。